# Alp (vattendrag)
Alp är ett vattendrag i Schweiz. Det ligger i den centrala delen av landet. Alp mynnar i Sihl.
Omgivningarna runt Alp är en mosaik av jordbruksmark och naturlig växtlighet.